# Scaturiginichthys vermeilipinnis
Scaturiginichthys vermeilipinnis là một loài cá thuộc họ Pseudomugilidae. Nó là loài đặc hữu của Úc, với quần thể còn lại giới hạn ở 4 suối ở khu bảo tồn Edgbaston của Bush Heritage ở trung Queensland. 
Loài này được xếp vào nhóm nguy cấp trong sách đỏ IUCN và nguy cơ trong Luật bảo tồn thiên nhiên 1992 của Queensland.